# Битка на Бојну
Битка на Бојну се одиграла 1. јула 1690. по старом календару у Ирској између енглеског краља Вилијама III Оранског и свргнутог енглеског краља Џејмса II. Битка је део Вилијамитовог рата у Ирској и Рата Велике алијансе. У бици је победио Вилијам III Орански и та битка је била прекретница у рату за Ирску. Вилијамова војска је лако победила Џејмсову војску у којој су углавном били регрути. Симболички значај битке је битку учинио најпознатијом у британској и ирској историји и кључним делом фолклора ирских протестаната. Битку сваке године славе оранжисти изазивајући нереде у Северној Ирској. Због примене новог календара битка се слави 12. јула.

## Битка двеју вера?
Битка на Бојну је била одлучујућа битка у рату у коме је Џејмс II намеравао да врати трон Енглеске и Шкотске. Енглеску круну му је одузео парламент након Славне револуције, а на енглески трон је сео Вилијам III Орански. Битка се у данашње време памти као битка ирских католика и протестаната. Новије анализе одбацују те твдње, јер су обе војске биле верски мешовите. Елитни део војске Вилијама III Оранског Холандска плава гарда носила је папину заставу на дан битке, а многи међу њима су били холандски католици. Били су део Аугзбуршког савеза, који је био савез са обе вере, а чији циљ је био да се зауставе француска освајања у Европи. Рат у Ирској био је почетак дуге битке, коју су водили јакобити да би вратили Стјуарте на енглески трон. Већина јакобита у Ирској су били католици и надали су се да ће добити независност Ирске. С друге стране енглески и шкотски јакобити су били протестанти и били су мотивисани лојалношћу принципима монархије. Сматрали су да је Џејмс неоправдано и незаконито свргнут у државном удару. Било је британских јакобита, протестаната, који су се борили у тој бици на Џејмсоивој страни. Поред осталог у саставу француске војске, која се борила на страни ајкобита, било је и јединица састављених од немачких протестаната. У европском контексту битка није била верски мотивисана, него је била део компликованих политичких, династичких и стртешких сукоба.
У контексту Ирске рат је био верски и етнички сукоб. За јакобите рат се водио за независност Ирске, верску толеранцију католика и за поседовање земље. Горњи слојеви католика изгубили су готово све земље након Кромвелова освајања Ирске. Осим тога узгубили су право да буду државни службеници и да буду бирани у ирски парламент. Они су у католичком краљу Џејмсу II видели начин да реше своје проблеме и осигурају аутономију Ирске од енглеског парламента. Да би то постигли након Славне револуције подигли су устанак под водством Ричарда Талбота са циљем да врате Џејмса II на престо. До 1690. контролисали су већину Ирске сем Алстера. Већина Џејмсове војске у бици на Бојну били су католици.
За ирске вилијамите рат у Ирској је био рат за одржање протестантске и британске власти у Ирској. Бојали су се за своја имања и животе, ако би Џејмс и његове католичке прсташе завладале Ирском. Посебно су се бојали понављања Ирске побуне 1641, када је било широкораспрострањеног покоља протестаната. Због свега тога ирски протестанти су се борили за Вилијама III Оранског.

## Сукобљене стране

### Команданти
Сукобљене војске су предводили Џејмс II и Вилијам III од Енглеске. Џејмс је имао подршку француског краља Луја XIV, који је послао 6.000 француских војника као помоћ ирским јакобитима. Вилијам је био не сам краљ Енглеске, него и владар Холандије, па је могао добити подрпку холандске војске и других савезника у Европи. Џејмс II је био повремени војсковоћа, који се већ истакао раније у биткама. Посебно се истакао по храбрости у бици на динама 1658. Међутим историчари напомињу да је под притиском био склон паници и исхитреним одлукама. Вилијам је исто био повремени војсковођа, који још није добио битку. Његове битке би обично завршавале крвавом пат позицијом. Једино је био способан за тактичке маневре и дипломатију. Добром дипломатијом створио је Аугзбуршки савез, да би се зауставила француска агресија у Европи.

### Војске
Вилијамова војска је имала 36.000 војника из разних земаља. Око 20.000 војника су били ирски протестанти, који су ратовали од 1689, а којима је командовао хугенот војвода од Шомберга. Вилијам је у Ирску стигао са 16.000 војника у јуну 1690. Вилијамова војска је била боље обучена и снабдевена од Џејмсове. Најбоља Вилијамова пешадија је била из Данске и Холандије. Били су то професионални војници наоружани модерним мускетама са кременим окидачем. Постојао је и велики контингент француских хугенота, који су се борили на Вилијамовој страни. Вилијам није много веровао енглеској војсци. Сматрао их је непоузданим, јер Џејмс је за њих био до пред годину дана прави краљ. Јакобити су имали 23.500 војника. Било је ту и неколико пукова француске војске, али већина војске су били ирски католици. Посебно се током битке показала јакобитска ирска коњица. Ирску пешадију су углавном чинили ирски сељаци, који нису били обучени војници. Слабо су били и снабдевени. Мањи део њих је имао мускете.

## Битка
Вилијам се искрцао у Карикфергусу 14. јуна 1690. и кренуо је према Даблину. Џејмс није зауставио његово напредовање, него је одлучио да линију одбране постави на реци Бојну, око 50 километара од Даблина. Вилијамова војска је дошла до Бојна 29. јуна. Дан пред битку Вилијам је био рањен од јакобиткске артиљерије док је обилазио прелазе на реци.
Битка се одвијала 1. јула по старом календару. Водила се за прелаз преко Бојна код Олдбриџа близу Другеда. Вилијам је послао четвртину своје војске да пређу код места Рафгранж, близу Слејна, око 10 km од Олдбриџа. Син војводе од Шомберга је предводио тај део војске. Ирски драгуни (коњаници) нису успели да одбране прелаз. Џејмс се успаничио кад је уочио да би могао бити опкољен са стране, па је послао пола своје војске са већином топова у том смеру. Међутим код Рафгранжа је била клисура, па није ни могло доћи до битке. Вилијамити су на то кренули на велики околни марш и при крају дана су готово одсекли Џејмсову одступницу.
На главном прелазу код Олдбриџа Вилијамова елитна пешадија холандска плава гарда се пробила преко реке. Користили су надмоћ у ватреном оружју и полако су потиснули јакобите. Међутим јакобитска коњица је извела контранапад и зауставила их. Вилијам је осигурао прелаз преко реке код Олдбриџа и ту су одолевали нападима коњице. Део војске је коњица успела да потисне у реку. Војвода од Шомберга је био убијен у тој фази битке. Вилијамова војска није могла да напредује све док нису преабацили и коњицу на тај део реке и ту се одупрли јакобитској коњици. Јакобитска коњица се повукла и прегруписала. Пружила је жесток отпор. Јакобити су се после тога повуки у добром поретку.